# Путь домохозяина
«Путь домохозяина» (яп. 極主夫道 Гокусюфудо:) — манга, написанная и проиллюстрированная Косукэ Оно. Выпускается в цифровом журнале манги Kurage Bunch с 2018 года и рассказывает о бывшем боссе якудза, который ушёл из преступного мира, чтобы стать домохозяином. Адаптация манги в виде дорамы транслировалась телесетью Nippon TV с октября по декабрь 2020 года. В апреле 2021 года на Netflix был выпущен аниме-сериал в виде оригинальной сетевой анимации (ONA) производства J.C.Staff. Вторая часть аниме-сериала была выпущена в октябре 2021 года. Премьера второго сезона аниме-сериала состоялась в январе 2023 года.

## Синопсис
Тацу, печально известный и внушающий страх босс якудза по прозвищу «Бессмертный дракон», уходит из преступного мира, чтобы стать домохозяином и поддерживать Мику, свою жену, работающей дизайнером и полностью сосредоточенной на карьере. Эпизодическая манга изображает множество комедийных сценариев, обычно в которых банальная домашняя работа Тацу в качестве домохозяина противопоставляется его устрашающему характеру и внешнему виду, а также его частым столкновениям с бывшими соратниками и соперниками якудза.

## Персонажи
Тацу (яп. 龍) — бывший босс якудза, который применяет навыки и упорство, которыми он обладал как криминальный авторитет, для работы по дому и выполнения домашних дел в качестве домохозяина.
Сэйю и исполнение роли: Кэндзиро Цуда (промовидео и аниме); Хироси Тамаки (дорама)
Мику (яп. 美久) — дизайнер, сосредоточенная на карьере (кяриауман), с твёрдой трудовой этикой, жена Тацу. Втайне является отаку, увлечённой махо-сёдзё. В дораме у Мику есть дочь по имени Химавари (яп. ひまわり).
Сэйю и исполнение роли: Маая Сакамото (промовидео); Сидзука Ито (аниме); Харуна Кавагути (дорама)
Маса (яп. 雅) — подчинённый в бывшей банде Тацу. Он часто приходит и невольно помогает Тацу в его делах и поручениях.
Сэйю и исполнение роли: Кэнъити Судзумура (промовидео); Кадзуюки Окицу (аниме); Дзюн Сисон (дорама)
Торадзиро (яп. 虎二郎 Торадзиро:) — бывший босс якудза. Тацу распустил его банду, пока он был в тюрьме, и теперь он владеет фудтраком, в котором продаёт блинчики. У него всё ещё есть серьёзное соперничество с Тацу, даже когда речь идёт о домашних делах.
Сэйю и исполнение роли: Ёсимаса Хосоя (промовидео и аниме); Кэнъити Такито (дорама)
Хибари Тории (яп. 酉井雲雀 Тории Хибари) — бывший босс якудза. После того, как её банда была расформирована, она начала работать в продуктовом магазине. В дораме её зовут Хибари Эгути, и она замужем за бывшим боссом Тацу.
Сэйю и исполнение роли: Ацуко Танака (аниме); Идзуми Инамори (дорама)
Гин (яп. 銀) — кот Тацу и Мику. У него свои собственные приключения — гулять по окрестностям и встречаться с другими животными.
Сэйю и исполнение роли: M.A.O (аниме); Юки Кадзи (спин-офф дорамы)
Молодой лейтенант якудза (яп. むヤクザの若頭)
Сэйю и исполнение роли: Дзюн Фукусима (аниме)
Председатель (яп. の会長)
Сэйю и исполнение роли: Кимико Сайто (аниме)
Полицейские (яп. をする警官) — пара полицейских. Один из них признаёт Тацу опасным членом якудза и пытается найти улики, чтобы посадить его в тюрьму, что приводит к забавным оплошностям.
Сэйю и исполнение роли: Масаси Ногава и Дзюнъити Янагита (аниме); Дзюнпэй Ясуй и Юта Фурукава (дорама)
Бывший босс якудза (яп. 組長のおやじ) — бывший босс Тацу в якудзе. Он пытается заставить Тацу вернуться к его собственному образу жизни только для того, чтобы обнаружить, насколько искусным стал Тацу как домохозяин, когда Тацу накормил его собаку вкусной едой, которую приготовил сам.
Сэйю и исполнение роли: Хотю Оцука (аниме); Наото Такэнака (дорама)
Боб (яп. ボブ Бобу) — иммигрант, живущий в том же здании, что и Тацу. Он чуть не задохнулся, пытаясь приготовить барбекю у себя дома.
Сэйю и исполнение роли: Томокадзу Сугита (аниме)
Года (яп. 剛田 Го:да)
Сэйю и исполнение роли: Субару Кимура (промовидео и аниме)
Юкари Омаэ (яп. 大前ゆかり Омаэ Юкари) — студентка колледжа, работающая в кафе; оригинальный персонаж дорамы.
Исполнение роли: Тина Тамасиро (дорама)
Химавари (яп. ひまわり) — дочь Мику и падчерица Тацу; оригинальный персонаж дорамы. Она ученица начальной школы, которая зачастую более серьёзна, чем её родители.
Исполнение роли: Тамаки Сиратори (дорама)

## Медиа

### Манга
Манга «Путь домохозяина», написанная и проиллюстрированная Косукэ Оно, впервые начала публиковаться в цифровом журнале манги Kurage Bunch издательства Shinchosha в виде пяти глав ограниченной серии с 23 февраля по 23 марта 2018 года, но стала достаточно популярной, чтобы стать непрерывно публикуемой серией, начиная с 18 мая того же года. Всего к январю 2025 года было выпущено пятнадцать томов-танкобонов.
В феврале 2019 года Viz Media объявила о приобретении прав на публикацию манги на английском языке в Северной Америке, первый том которой был опубликован в сентябре того же года. В конце сентября 2022 года издательство «АСТ», импринт издательства «Mainstream» и компания «Reanimedia» объявили о приобретении прав на публикацию манги на русском языке.

#### Список томов
| №  | Оригинальное издание | Оригинальное издание   | Издание на русском | Издание на русском     |
| №  | Дата публикации      | ISBN                   | Дата публикации    | ISBN                   |
| -- | -------------------- | ---------------------- | ------------------ | ---------------------- |
| 01 | 8 августа 2018 г.    | ISBN 978-4-1077-2104-4 | ноябрь 2022 г.     | ISBN 978-5-1715-1517-1 |
| 02 | 7 декабря 2018 г.    | ISBN 978-4-1077-2137-2 | февраль 2023 г.    | ISBN 978-5-1715-2945-1 |
| 03 | 8 июня 2019 г.       | ISBN 978-4-1077-2191-4 | апрель 2023 г.     | ISBN 978-5-1715-3473-8 |
| 04 | 9 декабря 2019 г.    | ISBN 978-4-1077-2238-6 | май 2023 г.        | ISBN 978-5-1715-5977-9 |
| 05 | 9 июня 2020 г.       | ISBN 978-4-1077-2291-1 | июль 2023 г.       | ISBN 978-5-1715-6161-1 |
| 06 | 9 ноября 2020 г.     | ISBN 978-4-1077-2338-3 | сентябрь 2023 г.   | ISBN 978-5-1715-6183-3 |
| 07 | 9 марта 2021 г.      | ISBN 978-4-1077-2368-0 | декабрь 2023 г.    | ISBN 978-5-1715-6186-4 |
| 08 | 9 сентября 2021 г.   | ISBN 978-4-1077-2419-9 | 2024 г.            | ISBN 978-5-1715-6187-1 |
| 09 | 9 марта 2022 г.      | ISBN 978-4-1077-2482-3 | 2024 г.            | ISBN 978-5-1715-6188-8 |
| 10 | 7 июля 2022 г.       | ISBN 978-4-1077-2516-5 | 2024 г.            | ISBN 978-5-1715-6189-5 |
| 11 | 7 января 2023 г.     | ISBN 978-4-1077-2562-2 |                    |                        |
| 12 | 7 июля 2023 г.       | ISBN 978-4-1077-2619-3 |                    |                        |
| 13 | 8 декабря 2023 г.    | ISBN 978-4-1077-2672-8 |                    |                        |
| 14 | 9 мая 2024 г.        | ISBN 978-4-1077-2714-5 |                    |                        |
| 15 | 8 января 2025 г.     | ISBN 978-4-1077-2788-6 |                    |                        |
| 16 | 9 октября 2025 г.    | ISBN 978-4-1077-2878-4 |                    |                        |

### Промовидео
Для продвижения выпуска томов-танкобонов было выпущено несколько анимированных видеокомиксов. В промовидео Кэндзиро Цуда озвучивает Тацу, Кэнъити Судзумура озвучивает Масу, Ёсимаса Хосоя — Торадзиро и Субару Кимура — Году.
В декабре 2019 года было выпущено промовидео с живыми выступлением актёров, адаптирующее сцены из манги, чтобы отметить тираж манги, который составил 1,2 миллиона копий. В видео снялись Цуда, исполнивший роль Тацу, и Маая Сакамото в роли Мику, режиссёрами являются Цуда и Хаято Ядзаки.

### Дорама
8 июля 2020 года в Nippon TV объявили, что адаптирует мангу в виде дорамы с живыми актёрами, премьера которой состоялась в октябре 2020 года. В дораме Хироси Тамаки исполнил роль Тацу, в качестве режиссёра выступил Тоитиро Руто, в качестве сценариста — Манабу Уда, и за производство отвечала студия FINE Entertainment.
29 июля 2021 года в Netflix объявили, что 29 августа 2021 года выйдет ещё одна адаптация — The Ingenuity of the Househusband («Изобретательность домохозяина»), с Кэндзиро Цудой в роли самого себя, который ранее озвучивал Тацу в аниме-адаптации и промовидео манги.

### Аниме
На аниме-фестивале Netflix 26 октября 2020 года была анонсирована адаптация манги в виде оригинальной сетевой анимации (ONA). Производством сериала занялась J.C.Staff, режиссёром стала Тиаки Кон, а Сусуму Ямакава стал сценаристом. Кэндзиро Цуда вернулся к роли Тацу. Сериал вышел 8 апреля 2021 года. Вторая часть аниме-сериала вышла 7 октября 2021 года. Открывающая музыкальная тема аниме-сериала — «Shufu no Michi» («Тропа домохозяина»), закрывающая — «Gokushufukaido» («Шоссе домохозяина»), обе темы исполнены группой Uchikubigokumon-Dokokai.
25 сентября 2022 года было объявлено о втором сезоне аниме-сериала, премьера которого состоялась 1 января 2023 года.

### Фильм
3 ноября 2021 года Sony Pictures Entertainment Japan объявила, что летом 2022 года выйдет игровой фильм, в котором Тоитиро Руто вернётся в качестве режиссёра. Хироси Тамаки, Харуна Кавагути, Дзюн Сисон, Тамаки Сиратори, Наото Такэнака, Идзуми Инамори, Кэнити Такито, Юта Фурукава, Дзюмпэй Ясуи, Тина Тамасиро, Мэгуми и Митико Танака также вернутся в свои ролям из дорамы. 24 февраля 2022 года стало известно о присоединении к актёрскому составу фильма семи актёров: Котаро Ёсида (в роли Кондо), Юми Адати (учитель Сираиси), Марика Мацумото (Кохару), Кэнта Идзука (Ямамото), Томоко Фудзита (Като), Кунито Ватанабэ (Кадзума) и Юа Синкава (Касуми).

## Приём

### Критика
Манга была положительно воспринята критиками. Рецензируя первый том манги для сайта Polygon, Джулия Ли назвала «Путь домохозяина» «идеальным сочетанием комедии и боевика» и «милой, простой и бодрой мангой». Обозреватели Ребекка Сильверман и Фэй Хоппер с сайта Anime News Network в путеводителе по манге осени 2019 года оценили «Путь домохозяина» на 4,5 из 5 звёзд, при этом Хоппер назвала мангу «уверенной и умело продвигающийся, с великолепными иллюстрациями и прекрасными комическими моментами». С другой стороны Рубен Барон из Comic Book Resources резюмировал серию как имеющую «милый посыл, но не тот, у которого есть масса вариаций», но похвалил качество иллюстраций.
Аниме-сериал, который изначально был долгожданным, подвёргся резкой критике за его ограниченную анимацию, которая напоминала скорее анимированный видеокомикс, чем аниме. Между тем, в китайской версии, выпущенной на bilibili, татуировки были полностью удалены из-за телевизионной цензуры в Китае.

### Продажи
По состоянию на декабрь 2019 года, было продано 1,2 миллиона копий манги. В рейтинге продаж компании Oricon по состоянию на сентябрь 2018 года было продано 95 637 копий первого тома манги, в то время как на январь 2019 года было продано 143 051 копий второго тома. В сентябре 2019 года первый том англоязычного перевода манги занял шестнадцатое место в списке самых продаваемых графических романов для взрослых сайта BookScan компании Nielsen.

### Награды и номинации
| Год  | Учреждение или издание                                               | Результат | Категория                         | Прим.  |
| ---- | -------------------------------------------------------------------- | --------- | --------------------------------- | ------ |
| 2018 | Всеобщее голосование по веб-манге                                    | 9-е место | Ежегодный рейтинг                 | [ 64 ] |
| 2018 | Комиксы, рекомендованные сотрудниками национальных книжных магазинов | 2-е место | Ежегодный рейтинг                 | [ 65 ] |
| 2018 | Next Manga Award                                                     | 3-е место | Лучшая веб-манга                  | [ 66 ] |
| 2018 | Pixiv Comic Ranking                                                  | Победа    | Лучшая серия (общая категория)    | [ 67 ] |
| 2018 | Pixiv Comic Ranking                                                  | Победа    | Лучшая комедийная серия           | [ 67 ] |
| 2019 | Kono Manga ga Sugoi!                                                 | 8-е место | Лучшая серия для читателей-мужчин | [ 68 ] |
| 2019 | Tsutaya Comic Award                                                  | 5-е место | Гран-при                          | [ 69 ] |
| 2020 | Премия Айснера                                                       | Победа    | Лучшее юмористическое издание     | [ 70 ] |
| 2020 | Самая желанная аниме-адаптация манги                                 | 8-е место | Ежегодный опрос                   | [ 71 ] |
| 2020 | Tsutaya Comic Award                                                  | 5-е место | Гран-при                          | [ 72 ] |